# Wittichen
Wittichen ist ein Ort, der zum Schenkenzeller Ortsteil Kaltbrunn im Landkreis Rottweil gehört.

## Geschichte
1291 wurde in Wittichen die spätere Gründerin des Klosters Wittichen, Luitgard, geboren. Das Kloster wurde im Jahr 1324 gegründet. 1498 kam Wittichen in Fürstenbergische Hände. Der erste Versuch, das Kloster zu schließen, wurde 1540 unternommen. 1643 wurde es zerstört. Der Wiederaufbau der Klostergebäude dauerte bis 1681. Wittichen wurde 1803 säkularisiert und 1806 badisch.

### Bergbau
In Wittichen wurde über Jahrhunderte Bergbau betrieben; vor allem Silber und Kobalt wurden abgebaut. Daneben wurde beispielsweise im Schmiedestollen auch Uranerz gefunden; Mineralien wie Erythrin, Heinrichit, Metazeunerit, Emplektit, Mixit, Wismut und Wittichenit und Sekundärbildungen wie Atelestit, Eulytin, Lavendulan und Walpurgin sind hier ebenfalls nach wie vor zu finden.
Seit wann in Wittichen Bergbau betrieben wurde, ist nicht bekannt. Die älteste erhaltene Urkunde, die einen Nachweis über die Eröffnung von Gruben bietet, stammt aus dem Jahr 1517 und sicherte den Bergarbeitern das Privileg, Lebensmittel zollfrei einzuführen und von Abgaben befreit zu sein. Vermutlich kam in den Jahrhunderten danach der Bergbau in Wittichen wieder zum Erliegen. Fürst Anton Egon von Fürstenberg sorgte schließlich dafür, dass der Betrieb in den Gruben wieder aufgenommen wurde. Fachleute aus Sachsen wurden zur Untersuchung der Erzvorkommen berufen. Nach deren positivem Urteil wurde wieder mit dem Abbau begonnen, wobei man sich auf die Kobaltvorkommen konzentrierte. Anton Fischer und seine Mitgewerken aus Nürnberg sicherten sich das Monopol für den Kobaltabbau und errichteten für 6000 Gulden ein Blaufarbenwerk bei Wittichen. Zunächst bemühte man sich dort allerdings erfolglos um die Herstellung von Kobaltfarben. Daraufhin wurde der Meister Sigwarth, der in den Gengenbacher Glashütten arbeitete, als Industriespion nach Sachsen geschickt. Mit den dort ausgespähten Fabrikationsmethoden konnte man nun auch in Wittichen erfolgreich Farben herstellen. Das Farbenwerk und der Kobaltabbau sorgten für Zuzug von Fachkräften, vor allem aus Sachsen. Zu deren Unterbringung wurde das Zechenhaus gebaut.
Nach wie vor aber herrschten verschiedene Missstände in den Gruben. Das Abbaumonopol wurde der bisherigen Gewerkschaft daher wieder entzogen. Als Konkurrenzunternehmen entstand die Grube Daniel im Gallenbach, die südlich von Wittichen von Straßburger Bürgern betrieben wurde. 1708 tadelte ein Visitator die nachlässige Arbeit in Wittichen. Das Farbenwerk warf 1709 1153 Gulden Gewinn ab, 1710 4821. Danach gingen die Gewinne wieder zurück. Auch die Gründung der Gewerkschaft Joseph konnte den Zusammenbruch nicht verhindern. Mose Doertenbach und seine Verwandten aus Calw brachten nach und nach die Gruben und das Farbwerk an sich. Ab 1721 hatte Mose Doertenbach die Leitung inne. Dank der Kontakte der Calwer Compagnie konnte er den Vertrieb der Kobaltfarben in zahlreiche europäische Länder fördern; viele Gruben wurden wieder in Betrieb genommen und neue Stollen wurden gegraben. Als wirklich ergiebig erwies sich allerdings nur die St.-Josephs-Zeche; Anteile der verlustreichen Gruben wurden so lange an Gutgläubige verkauft, bis der Ruf des Bergbaus im Kinzigtal nahezu ruiniert war. Dagegen war die Farbenverkaufsgesellschaft mit Lagern in London, Venedig und Mailand und Geschäftskontakten etwa nach Holland international erfolgreich.
1729 stieß man auf einen ertragreichen Silberanbruch und ließ aus diesem Anlass einen Ausbeutetaler prägen. 1732 erneuerte Joseph Wilhelm Ernst von Fürstenberg das Privileg für Doertenbachs Gewerkschaft und lobte dabei deren Aktivitäten. 1736 stieß man im Sophiagang wiederum auf ertragreiche Silber- und Kobaltvorkommen. Die Sophiagrube wurde zur bedeutendsten und ertragreichsten Grube im Kinzigtal. Doch bald nach Mose Doertenbachs Tod im Jahr 1737 nahm das Interesse am Bergbau in Wittichen ab. St. Wenzel im Zinken Frohnbach in Oberwolfach war nun erfolgreicher als die Gruben in Wittichen.
Da die Kobaltvorkommen in Wittichen den Bedarf des Blaufarbenwerks nicht mehr decken konnte, importierte man ab 1740 Kobalt aus Spanien. 1742 drückten die holländischen Handelspartner die Preise, indem sie auf die vorteilhafteren Angebote der kursächsischen Konkurrenz hinwiesen. Eine Farbmühle in Nordrach konkurrierte ab 1750 ebenfalls mit dem Farbenwerk in Wittichen. Teure und minderwertige Kobaltimporte schädigten das Werk zusätzlich. Schulden in Höhe von 10 000 Gulden liefen auf.
1816 musste der Betrieb auf der Grube Sophia eingestellt werden. Sie hatte ihren Betreibern insgesamt einen Erlös von 555 663 Gulden eingebracht. 1826 wurde der Kinzigtäler Bergwerksverein gegründet, der sich 1834 mit anderen Gesellschaften zum Badischen Bergwerksverein weiterentwickelte. Ziel war die Wiederbelebung des Bergbaus im Schwarzwald. Etwa ab 1850 verfolgte die Kinzigthal-Mining-Association dasselbe Ziel. Sie reaktivierte die Grube Sophia unter dem Namen Wheal Capper, musste ihre Arbeit jedoch schon 1856 wieder aufgeben. Damit endete die Geschichte des Bergbaus in Wittichen. Auch das Farbwerk konnte auf Dauer nicht bestehen: 1837 war die Firma Doertenbach gezwungen, die Farbenmühle zu verkaufen, nachdem durch die Entwicklung künstlicher Ultramarinfarben die Kobaltverarbeitung endgültig unrentabel geworden war. 
Im Rahmen der badischen geologischen Landesaufnahme durch Friedrich August Walchner und Fridolin von Sandberger erforschte und beschrieb 1882 und 1885 letzterer die Witticher Erzgänge und entwickelte eine Theorie zu deren Entstehung. 
In den 1930er Jahren untersuchte die Mineralogische Studiengesellschaft diverse Gruben in Wittichen, was allerdings nicht zu erneuten Abbautätigkeiten führte. Nach dem Zweiten Weltkrieg stießen vor allem die Uranvorkommen auf Interesse. Franz Kirchheimer und Otto Leible untersuchten die Witticher Vorkommen. Leible versuchte zunächst die amerikanische Besatzungsmacht in Frankfurt für den Uranabbau zu interessieren, dann beantragte er 1951 die Schürfkonzession. Dies alarmierte allerdings die Witticher Kommission an der Universität Freiburg, die seit 1948 ebenfalls in Wittichen geforscht hatte, und es wurde deutlich gemacht, dass kein privatwirtschaftlicher Abbau stattfinden sollte.

## Wirtschaft und Infrastruktur
Die Fachklinik Wittichen besteht seit 1992 als Modelleinrichtung und wurde 1994 in den Krankenhausplan des Landes Baden-Württemberg aufgenommen. Sie ist auf Drogenentzugsbehandlungen spezialisiert.

## Kultur und Sehenswürdigkeiten

### Sehenswürdigkeiten

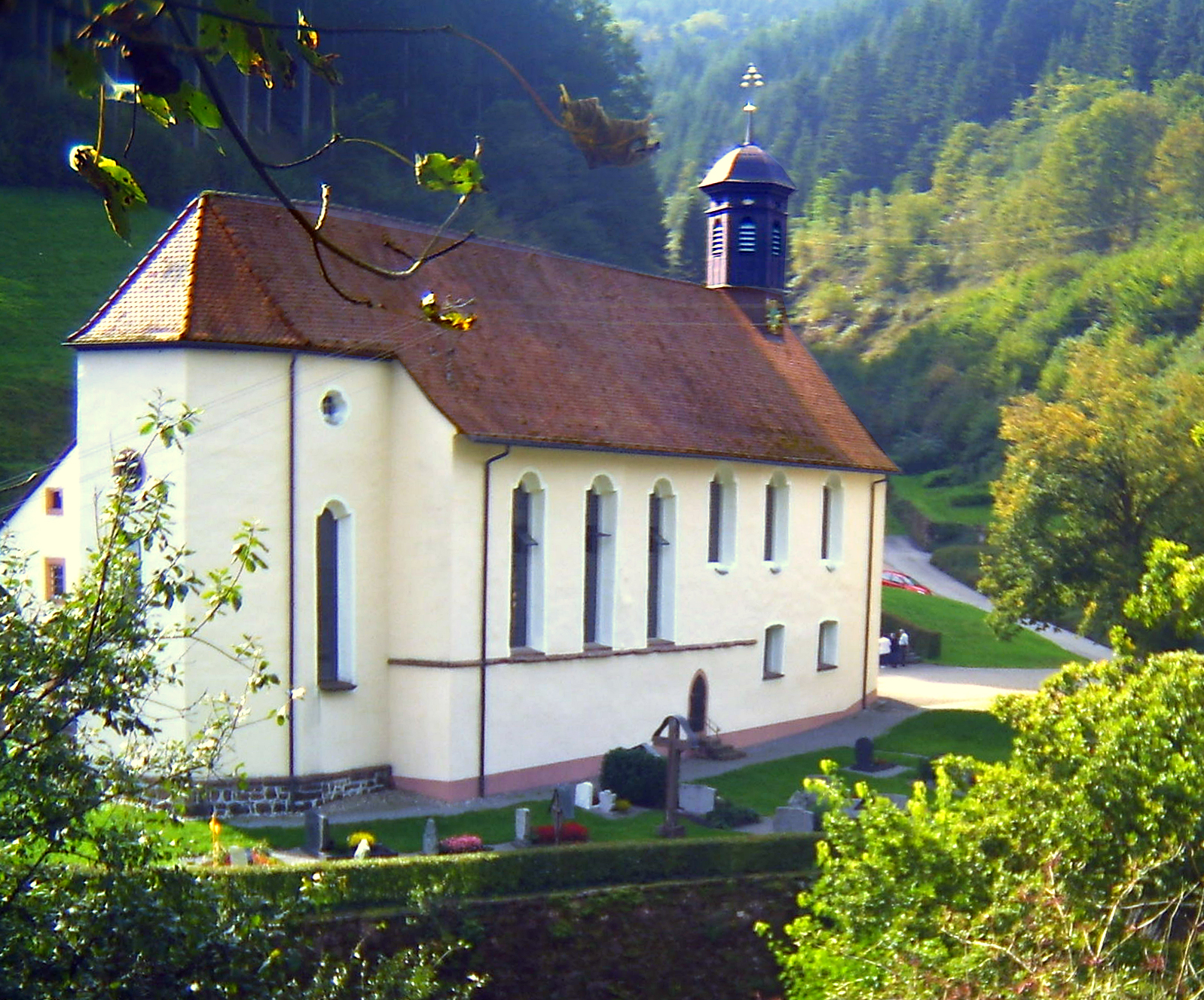
Klosterkirche mit Friedhof

- Kloster Wittichen mit Allerheiligenkirche und Klostermuseum mit Exponaten zur Kloster- und Bergbaugeschichte
- Mehrere Abraumhalden aus der Bergbauzeit sind noch vorhanden und z. T. zugänglich
- Geologischer Lehrpfad Wittichen

### Religion
Seit der Dekanatsreform am 1. Januar 2008 gehört Wittichen und die Allerheiligen-Kirche zum Dekanat Offenburg-Kinzigtal und gehört zudem zur Seelsorgeeinheit Kloster Wittichen.

## Wanderwege
- Hansjakobweg I
- Querweg Gengenbach–Alpirsbach

## Regelmäßige Veranstaltungen
Am zweiten Oktobersonntag findet das Luitgardfest mit Prozession statt.

## Töchter und Söhne der Gemeinde
- Johann Baptist Weiß (1753–1800), Benediktiner im Kloster St. Blasien
- Friedrich Kapff (1759–1797), Mineraloge und Beamter